# Harry Potter y la piedra filosofal (banda sonora)
Harry Potter and the Philosopher's Stone: Original Motion Picture Soundtrack es la banda sonora para la primera película de la saga de Harry Potter, titulada Harry Potter y la piedra filosofal, de Chris Columbus, lanzada el 30 de octubre del 2001. Fue compuesta por John Williams.

## Información
La  composición de los temas musicales del álbum fue realizada a cabo por el compositor estadounidense John Williams, la llevó a cabo en sus casas de Los Ángeles, California y Tanglewood, para finalmente grabar el repertorio en los estudios Air Lyndhurst y Abbey Road, en Londres, durante el mes de agosto de 2001. Durante su labor, Williams creó varios leitmotivs, destacando las piezas de Voldemort y Hogwarts, y "Hedwig's Theme", misma que sería incorporada al material final sólo después de que «a todos terminara por agradarles».
El 14 de diciembre de 2001, el álbum fue certificado por la asociación canadiense CRIA con un disco de oro por haber vendido más de 50,000 copias durante ese período. Las contribuciones de Williams a la franquicia continuaron con los filmes Harry Potter and the Chamber of Secrets y Harry Potter y el prisionero de Azkaban. 
tiene un estilo de ficción

## Lista de piezas
A continuación, el nombre de cada una de las melodías introducidas en el material de Harry Potter y la piedra filosofal, junto a su respectiva duración.
| N.º | Título                                                         | Duración |  |
| 1.  | «Prologue»                                                     | 2:13     |  |
| 2.  | «Harry's Wondrous World»                                       | 5:21     |  |
| 3.  | «The Arrival of Baby Harry»                                    | 4:25     |  |
| 4.  | «Visit to the Zoo and Letters from Hogwarts»                   | 3:23     |  |
| 5.  | «Diagon Alley and The Gringotts Vault»                         | 4:06     |  |
| 6.  | «Platform Nine-And-Three-Quarters and the Journey to Hogwarts» | 3:14     |  |
| 7.  | «Entry into the Great Hall and The Banquet»                    | 3:42     |  |
| 8.  | «Mr. Longbottom Flies»                                         | 3:35     |  |
| 9.  | «Hogwarts Forever! and The Moving Stairs»                      | 3:46     |  |
| 10. | «The Norwegian Ridgeback and A Change of Season»               | 2:47     |  |
| 11. | «The Quidditch Match»                                          | 8:29     |  |
| 12. | «Christmas at Hogwarts»                                        | 2:57     |  |
| 13. | «The Invisibility Cloak and The Library Scene»                 | 3:15     |  |
| 14. | «Fluffy's Harp»                                                | 2:38     |  |
| 15. | «In the Devil's Snare and The Flying Keys»                     | 2:21     |  |
| 16. | «The Chess Game»                                               | 3:49     |  |
| 17. | «The Face of Voldemort»                                        | 6:10     |  |
| 18. | «Leaving Hogwarts»                                             | 2:14     |  |
| 19. | «Hedwig's Theme»                                               | 5:09     |  |

## Charts
| Chart (2001)        | Posición |
| ------------------- | -------- |
| The Billboard 200   | 48       |
| Top Internet Albums | 5        |
| Top Soundtracks     | 2        |